# Mon meilleur ennemi (film)
Pour les articles homonymes, voir Mon meilleur ennemi.
Pour plus de détails, voir Fiche technique et Distribution.
Mon meilleur ennemi (My Enemy's Enemy) est un documentaire franco-britannique réalisé par Kevin Macdonald en 2007.

## Synopsis
L'histoire de Klaus Barbie pendant la Seconde Guerre mondiale, sa fuite en Bolivie, son enlèvement puis son procès à Lyon pour crime contre l'humanité.

## Fiche technique
- Titre : Mon meilleur ennemi
- Titre original : My Enemy's Enemy
- Réalisation et scénario : Kevin Macdonald
- Photographie : Jean-Luc Perréard
- Montage : Nicolas Chaudeurge
- Musique : Alex Heffes
- Sociétés de production : Wild Bunch - Yalla Film
- Langue : anglais
- Genre : documentaire
- Date de sortie : 
  -  États-Unis 31 août 2007
  -  Canada 8 septembre 2007
  -  France 7 novembre 2007

## Personnalités apparaissant dans le film
- Raymond Aubrac
- Robert Badinter
- Klaus Barbie
- Ladislas de Hoyos
- André Dussollier, narrateur
- René Hardy
- Adolf Hitler
- Beate Klarsfeld
- Serge Klarsfeld
- Bruno Masure
- Jacques Vergès
- Kevin Macdonald, narrateur (VO)